# Ethernet
Et ethernet-baseret datanet kan formidle datapakker, som opfylder en af disse ethernet-dataprotokoller: DIX Ethernet II eller IEEE 802.3. Datanetporte, som opfylder en af protokollerne, kaldes ethernetporte.
Ethernet er den mest udbredte datanettype i dag (2004). Mange hjem i dag har en ethernet baseret netkort, hub, switch eller router.
Ethernet blev udviklet i perioden 1973-1976 af Robert Metcalfe og David Boggs, som et af mange banebrydende projekter på Xerox PARC. I 1979 forlod Metcalfe Xerox PARC og startede firmaet 3Com med det formål at udvikle lokalnet (LAN) og Ethernet.  Det lykkedes Metcalfe at få DEC, Intel og Xerox til at samarbejde om en Ethernet standard (DIX), udgivet i september 1980. 
Ethernet var i starten i konkurrence med teknologier som token ring og ARCNET, men Ethernet blev den dominerende LAN teknologi.
En datapakke i et ethernet har et informationsindhold på mellem 64 og 1518 bytes. Nogle switche kan også formidle VLAN-taggede pakker på mellem 68 og 1522 bytes. Nogle switche og routere kan klare Jumbo pakker på op til 9018 bytes.
Følgende fysiske protokoller anvendes over TP-kabler (OSI lag 1):
IEEE 802.3 (10BASE-T), IEEE 802.3u (100BASE-T), IEEE 802.3z (1000BASE-T).
Op til hastigheder på 10 Mbit/s kan man bruge koaksialkabler  med BNC-stik til ethernet, men denne standard er næsten udgået på grund af begrænsningen i hastighed. Efterfølgeren som ethernetportenes stikstandard er RJ-45, og TP-kablet som skal opfylde en af følgende elektriske standarder for at kunne overføre 10, 100 Mbit/s eller 1 Gbit/s: Category 5, Category 5e (enhanced) eller Category 6. Category 5, 5e og 6 er designet til fuld dupleks, da 2-4 datakredsløb understøttes via de 8 ledere. Af hensyn til bagudkompatibilitet, anvendes kablerne også til halv dupleks til f.eks. hubs.
Følgende fysiske protokoller anvendes over optiske fibre (OSI lag 1):
IEEE 802.3 (10BASE-FL), IEEE 802.3u (100BASE-FX), IEEE 802.3z (1000BASE-LX), IEEE 802.3z (1000BASE-SX).
Følgende fysiske protokoller anvendes til GBIC og SFD GBIC moduler (OSI lag 1):
IEEE 802.3z (1000BASE-X).
Følgende fysiske protokoller anvendes til trådløse datanet – Wireless LAN, WLAN (OSI lag 1):
IEEE 802.11a (op til 54 Mbit/s), IEEE 802.11b (1-11 Mbit/s) og IEEE 802.11g (op til 54 Mbit/s).
Følgende fysiske protokoller anvendes til tyndt ethernet (RG58), også kaldet ThinNet eller CheaperNet (OSI lag 1). Tyndt ethernet er kun designet til at understøtte halv dupleks:
IEEE 802.3 (10BASE2).